# Marmortaklök
Marmortaklök (Sempervivum marmoreum) är en fetbladsväxtart som beskrevs av August Heinrich Rudolf Grisebach. Enligt Catalogue of Life ingår Marmortaklök i släktet taklökar och familjen fetbladsväxter, men enligt Dyntaxa är tillhörigheten istället släktet taklökar och familjen fetbladsväxter. Arten har ej påträffats i Sverige.

## Underarter
Arten delas in i följande underarter:
- S. m. ballsii
- S. m. erythraeum
- S. m. marmoreum
- S. m. matricum
- S. m. reginae-amaliae

## Bildgalleri

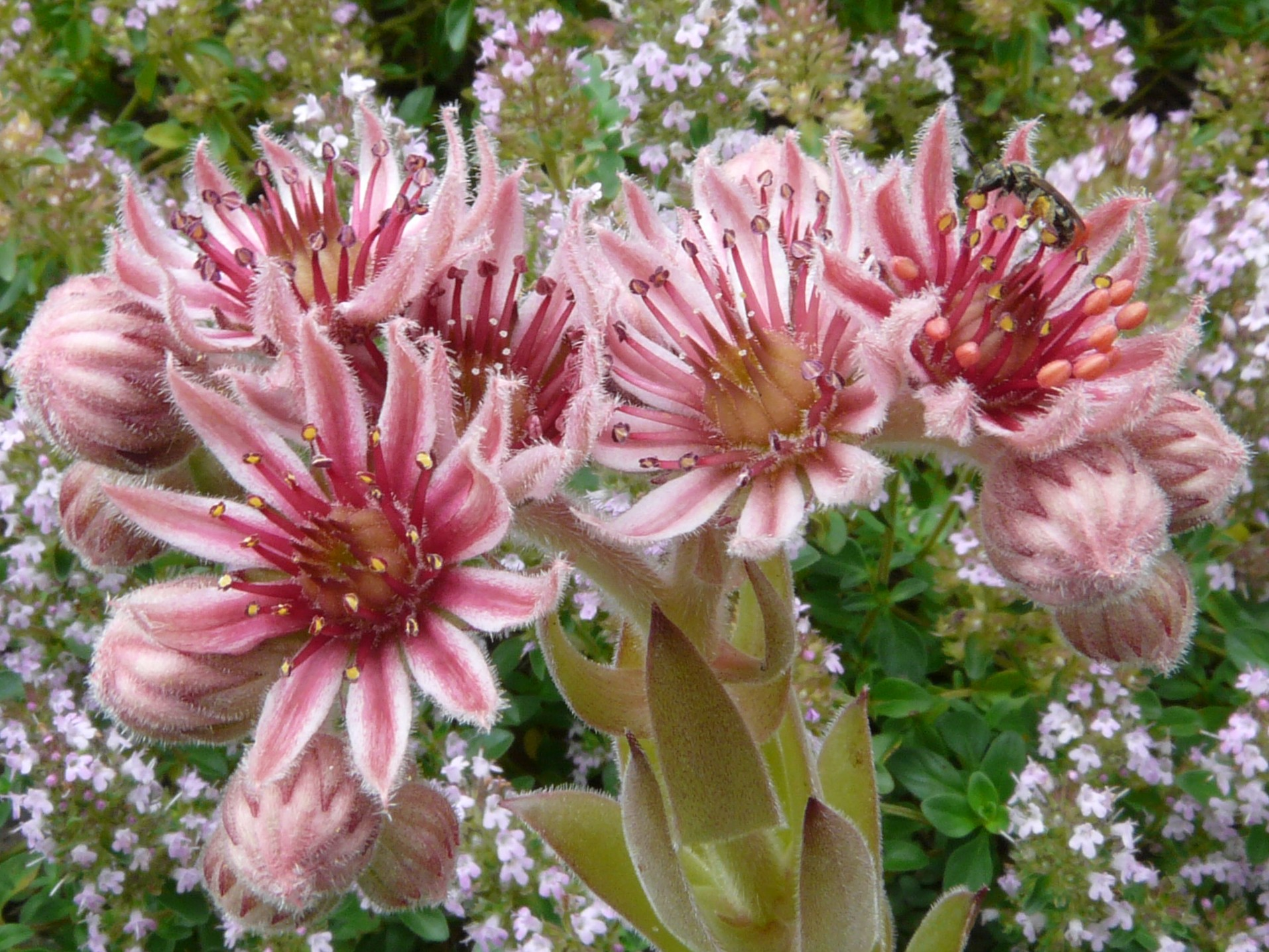
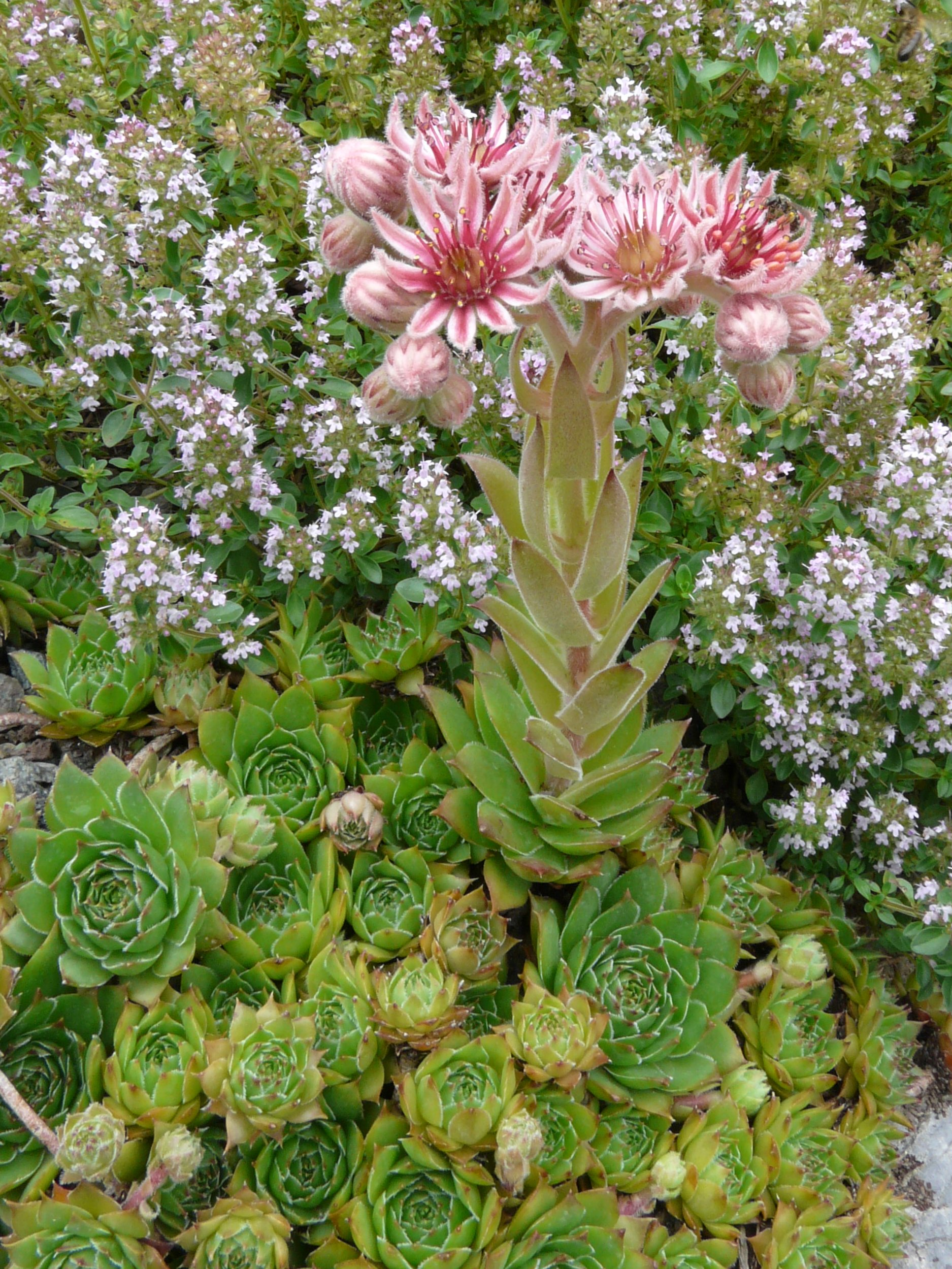
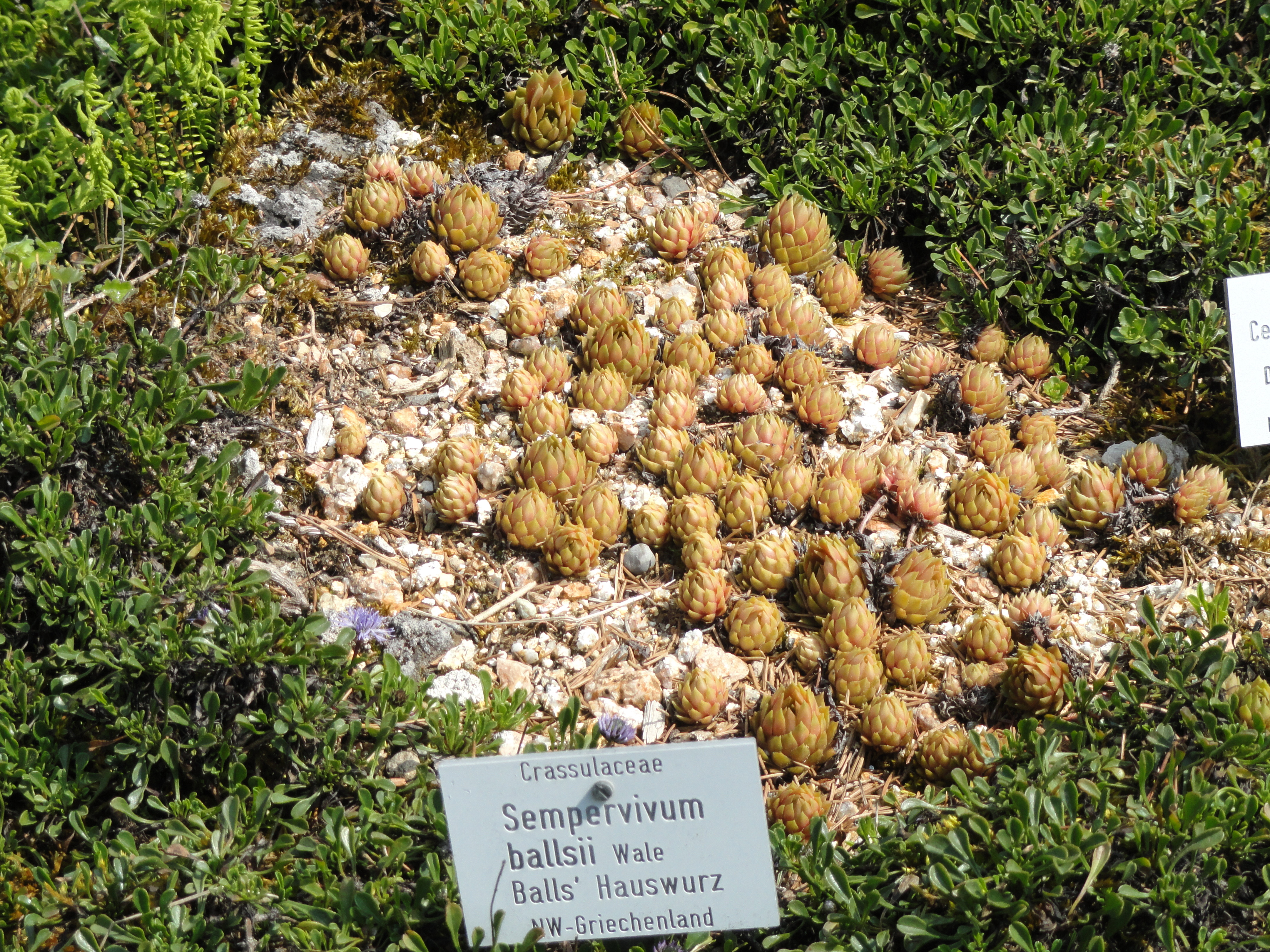
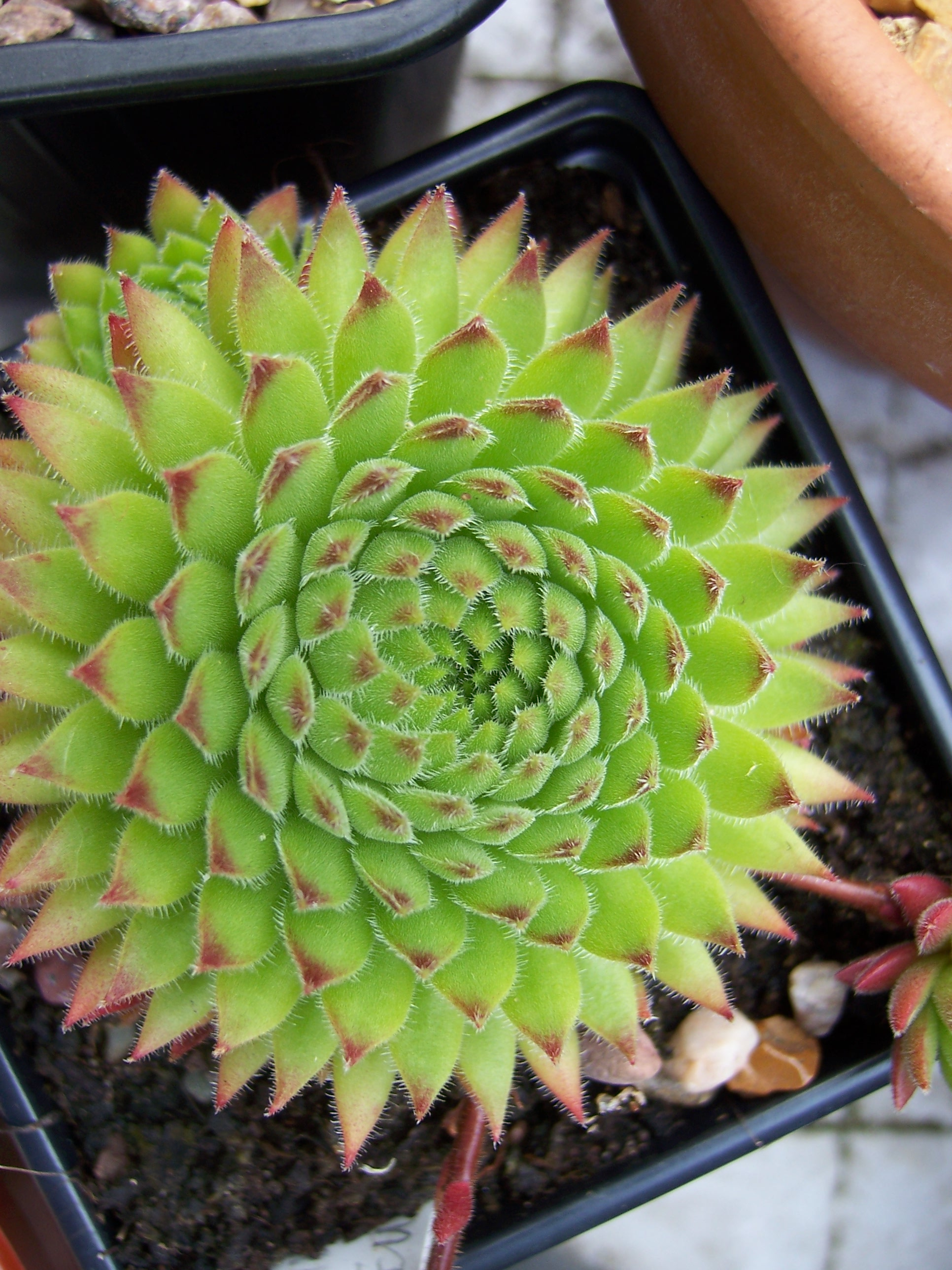
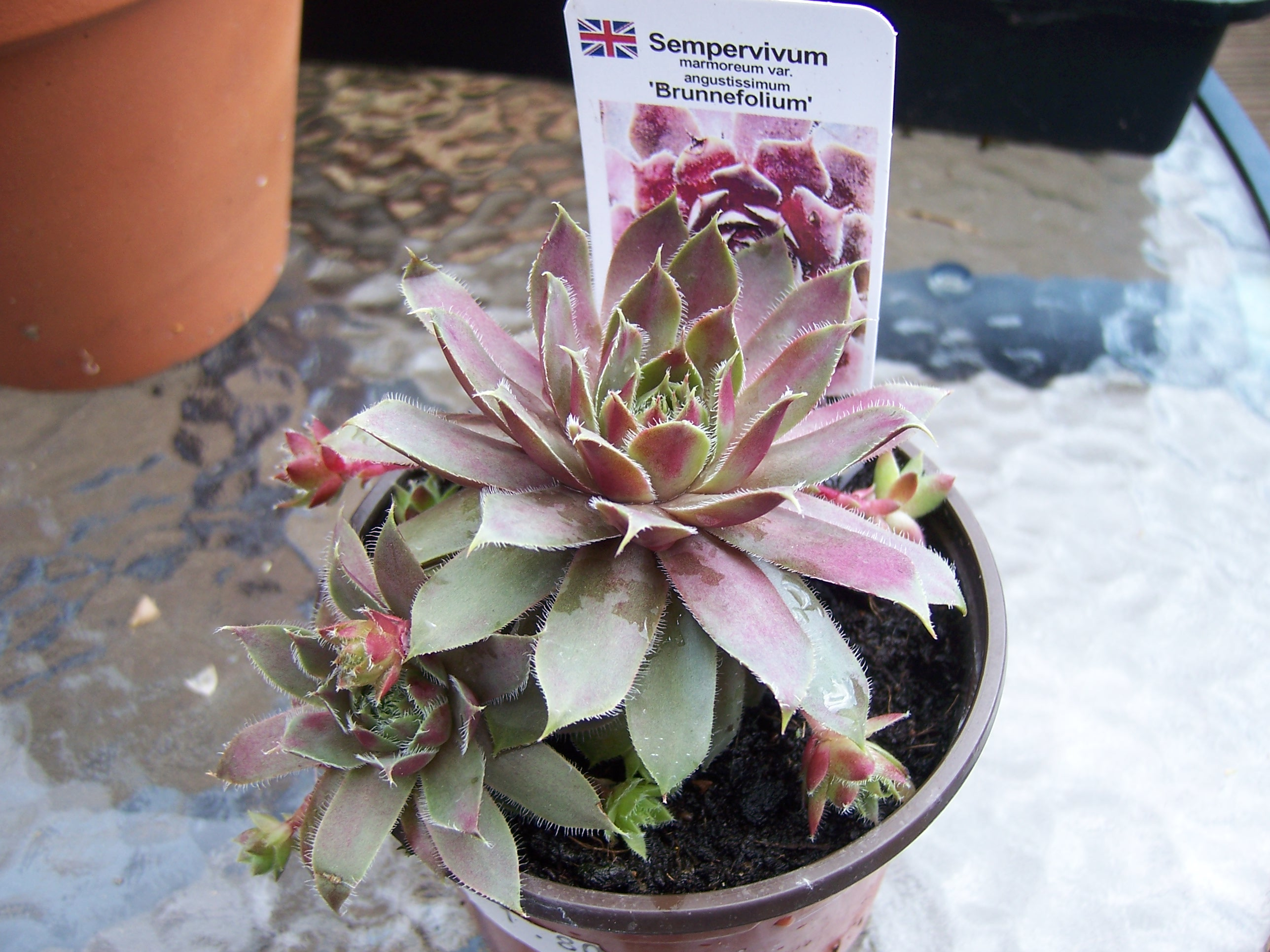
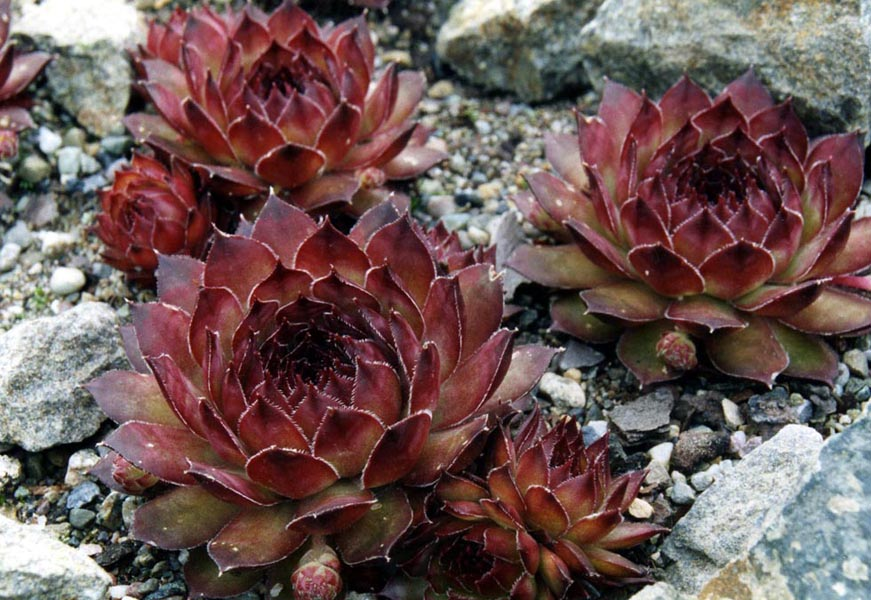